# NGC 6708
NGC 6708 في الفهرس العام الجديد، هي مجرة، تقع في كوكبة المرقب (كوكبة). اكتشفت في 9 يونيو 1836 بواسطة جون هيرشل.

## روابط خارجية
- NGC 6708 على موقع ويكي سكاي: DSS2, SDSS, GALEX, IRAS, Hydrogen α, X-Ray, Astrophoto, Sky Map, Articles and images